# Fabio Vitaioli
Fabio Vitaioli (Città di San Marino, 5 aprile 1984) è un calciatore sammarinese, difensore del Murata.

## Biografia
Ha un fratello minore, Matteo, anch'egli calciatore.

## Carriera

### Club
Nel 2011 si trasferisce alla Sammaurese.

### Nazionale
Dal 2007 al 2019 ha vestito la maglia della nazionale sammarinese, con cui ha collezionato 55 presenze.

## Statistiche

### Cronologia presenze e reti in nazionale
| Cronologia completa delle presenze e delle reti in nazionale ― San Marino | Cronologia completa delle presenze e delle reti in nazionale ― San Marino | Cronologia completa delle presenze e delle reti in nazionale ― San Marino | Cronologia completa delle presenze e delle reti in nazionale ― San Marino | Cronologia completa delle presenze e delle reti in nazionale ― San Marino | Cronologia completa delle presenze e delle reti in nazionale ― San Marino | Cronologia completa delle presenze e delle reti in nazionale ― San Marino | Cronologia completa delle presenze e delle reti in nazionale ― San Marino |
| Data                                                                      | Città                                                                     | In casa                                                                   | Risultato                                                                 | Ospiti                                                                    | Competizione                                                              | Reti                                                                      | Note                                                                      |
| ------------------------------------------------------------------------- | ------------------------------------------------------------------------- | ------------------------------------------------------------------------- | ------------------------------------------------------------------------- | ------------------------------------------------------------------------- | ------------------------------------------------------------------------- | ------------------------------------------------------------------------- | ------------------------------------------------------------------------- |
| 2-6-2007                                                                  | Norimberga                                                                | Germania                                                                  | 6 – 0                                                                     | San Marino                                                                | Qual. Euro 2008                                                           | -                                                                         | 85’                                                                       |
| 8-9-2007                                                                  | Serravalle                                                                | San Marino                                                                | 0 – 3                                                                     | Rep. Ceca                                                                 | Qual. Euro 2008                                                           | -                                                                         | 67’                                                                       |
| 12-9-2007                                                                 | Strovolos                                                                 | Cipro                                                                     | 3 – 0                                                                     | San Marino                                                                | Qual. Euro 2008                                                           | -                                                                         |                                                                           |
| 13-10-2007                                                                | Dubnica nad Váhom                                                         | Slovacchia                                                                | 7 – 0                                                                     | San Marino                                                                | Qual. Euro 2008                                                           | -                                                                         |                                                                           |
| 10-9-2008                                                                 | Serravalle                                                                | San Marino                                                                | 0 – 2                                                                     | Polonia                                                                   | Qual. Mondiali 2010                                                       | -                                                                         |                                                                           |
| 15-10-2008                                                                | Belfast                                                                   | Irlanda del Nord                                                          | 4 – 0                                                                     | San Marino                                                                | Qual. Mondiali 2010                                                       | -                                                                         | 77’                                                                       |
| 11-2-2009                                                                 | Serravalle                                                                | San Marino                                                                | 0 – 3                                                                     | Irlanda del Nord                                                          | Qual. Mondiali 2010                                                       | -                                                                         | 79’                                                                       |
| 6-6-2009                                                                  | Bratislava                                                                | Slovacchia                                                                | 7 – 0                                                                     | San Marino                                                                | Qual. Mondiali 2010                                                       | -                                                                         |                                                                           |
| 12-8-2009                                                                 | Maribor                                                                   | Slovenia                                                                  | 5 – 0                                                                     | San Marino                                                                | Qual. Mondiali 2010                                                       | -                                                                         | 59’                                                                       |
| 9-9-2009                                                                  | Uherské Hradiště                                                          | Rep. Ceca                                                                 | 7 – 0                                                                     | San Marino                                                                | Qual. Mondiali 2010                                                       | -                                                                         | 75’                                                                       |
| 14-10-2009                                                                | Serravalle                                                                | San Marino                                                                | 0 – 3                                                                     | Slovenia                                                                  | Qual. Mondiali 2010                                                       | -                                                                         |                                                                           |
| 3-9-2010                                                                  | Serravalle                                                                | San Marino                                                                | 0 – 5                                                                     | Paesi Bassi                                                               | Qual. Euro 2012                                                           | -                                                                         |                                                                           |
| 7-9-2010                                                                  | Malmö                                                                     | Svezia                                                                    | 6 – 0                                                                     | San Marino                                                                | Qual. Euro 2012                                                           | -                                                                         | 59’                                                                       |
| 8-10-2010                                                                 | Budapest                                                                  | Ungheria                                                                  | 8 – 0                                                                     | San Marino                                                                | Qual. Euro 2012                                                           | -                                                                         |                                                                           |
| 12-10-2010                                                                | Serravalle                                                                | San Marino                                                                | 0 – 2                                                                     | Moldavia                                                                  | Qual. Euro 2012                                                           | -                                                                         |                                                                           |
| 17-11-2010                                                                | Helsinki                                                                  | Finlandia                                                                 | 8 – 0                                                                     | San Marino                                                                | Qual. Euro 2012                                                           | -                                                                         | 72’                                                                       |
| 9-2-2011                                                                  | Serravalle                                                                | San Marino                                                                | 0 – 1                                                                     | Liechtenstein                                                             | Amichevole                                                                | -                                                                         | 65’                                                                       |
| 3-6-2011                                                                  | Serravalle                                                                | San Marino                                                                | 0 – 1                                                                     | Finlandia                                                                 | Qual. Euro 2012                                                           | -                                                                         | 66’                                                                       |
| 7-6-2011                                                                  | Serravalle                                                                | San Marino                                                                | 0 – 3                                                                     | Ungheria                                                                  | Qual. Euro 2012                                                           | -                                                                         | 72’                                                                       |
| 10-8-2011                                                                 | Serravalle                                                                | San Marino                                                                | 0 – 1                                                                     | Romania                                                                   | Amichevole                                                                | -                                                                         | 55’                                                                       |
| 2-9-2011                                                                  | Eindhoven                                                                 | Paesi Bassi                                                               | 11 – 0                                                                    | San Marino                                                                | Qual. Euro 2012                                                           | -                                                                         |                                                                           |
| 6-9-2011                                                                  | Serravalle                                                                | San Marino                                                                | 0 – 5                                                                     | Svezia                                                                    | Qual. Euro 2012                                                           | -                                                                         |                                                                           |
| 14-8-2012                                                                 | Serravalle                                                                | San Marino                                                                | 2 – 3                                                                     | Malta                                                                     | Qual. Euro 2012                                                           | -                                                                         | 63’                                                                       |
| 11-9-2012                                                                 | Serravalle                                                                | San Marino                                                                | 0 – 6                                                                     | Montenegro                                                                | Qual. Mondiali 2014                                                       | -                                                                         |                                                                           |
| 12-10-2012                                                                | Londra                                                                    | Inghilterra                                                               | 5 – 0                                                                     | San Marino                                                                | Qual. Mondiali 2014                                                       | -                                                                         | 84’                                                                       |
| 16-10-2012                                                                | Serravalle                                                                | San Marino                                                                | 0 – 2                                                                     | Moldavia                                                                  | Qual. Mondiali 2014                                                       | -                                                                         |                                                                           |
| 22-3-2013                                                                 | Serravalle                                                                | San Marino                                                                | 0 – 8                                                                     | Inghilterra                                                               | Qual. Mondiali 2014                                                       | -                                                                         |                                                                           |
| 26-3-2013                                                                 | Varsavia                                                                  | Polonia                                                                   | 5 – 0                                                                     | San Marino                                                                | Qual. Mondiali 2014                                                       | -                                                                         |                                                                           |
| 31-5-2013                                                                 | Bologna                                                                   | Italia                                                                    | 4 – 0                                                                     | San Marino                                                                | Amichevole                                                                | -                                                                         | 72’                                                                       |
| 6-9-2013                                                                  | Leopoli                                                                   | Ucraina                                                                   | 9 – 0                                                                     | San Marino                                                                | Qual. Mondiali 2014                                                       | -                                                                         |                                                                           |
| 10-9-2013                                                                 | Serravalle                                                                | San Marino                                                                | 1 – 5                                                                     | Polonia                                                                   | Qual. Mondiali 2014                                                       | -                                                                         |                                                                           |
| 11-10-2013                                                                | Chișinău                                                                  | Moldavia                                                                  | 3 – 0                                                                     | San Marino                                                                | Qual. Mondiali 2014                                                       | -                                                                         |                                                                           |
| 15-10-2013                                                                | Serravalle                                                                | San Marino                                                                | 0 – 8                                                                     | Ucraina                                                                   | Qual. Mondiali 2014                                                       | -                                                                         | 84’                                                                       |
| 8-9-2014                                                                  | Serravalle                                                                | San Marino                                                                | 0 – 2                                                                     | Lituania                                                                  | Qual. Euro 2016                                                           | -                                                                         |                                                                           |
| 9-10-2014                                                                 | Londra                                                                    | Inghilterra                                                               | 5 – 0                                                                     | San Marino                                                                | Qual. Euro 2016                                                           | -                                                                         |                                                                           |
| 14-10-2014                                                                | Serravalle                                                                | San Marino                                                                | 0 – 4                                                                     | Svizzera                                                                  | Qual. Euro 2016                                                           | -                                                                         | 17’                                                                       |
| 15-11-2014                                                                | Serravalle                                                                | San Marino                                                                | 0 – 0                                                                     | Estonia                                                                   | Qual. Euro 2016                                                           | -                                                                         |                                                                           |
| 27-3-2015                                                                 | Lubiana                                                                   | Slovenia                                                                  | 6 – 0                                                                     | San Marino                                                                | Qual. Euro 2016                                                           | -                                                                         | 78’                                                                       |
| 31-3-2015                                                                 | Eschen                                                                    | Liechtenstein                                                             | 1 – 0                                                                     | San Marino                                                                | Amichevole                                                                | -                                                                         | 82’                                                                       |
| 8-9-2015                                                                  | Vilnius                                                                   | Lituania                                                                  | 2 – 1                                                                     | San Marino                                                                | Qual. Euro 2016                                                           | -                                                                         |                                                                           |
| 9-10-2015                                                                 | San Gallo                                                                 | Svizzera                                                                  | 7 – 0                                                                     | San Marino                                                                | Qual. Euro 2016                                                           | -                                                                         | 78’                                                                       |
| 8-10-2016                                                                 | Belfast                                                                   | Irlanda del Nord                                                          | 4 – 0                                                                     | San Marino                                                                | Qual. Mondiali 2018                                                       | -                                                                         |                                                                           |
| 11-10-2016                                                                | Oslo                                                                      | Norvegia                                                                  | 4 – 1                                                                     | San Marino                                                                | Qual. Mondiali 2018                                                       | -                                                                         |                                                                           |
| 11-11-2016                                                                | Serravalle                                                                | San Marino                                                                | 0 – 8                                                                     | Germania                                                                  | Qual. Mondiali 2018                                                       | -                                                                         |                                                                           |
| 26-3-2017                                                                 | Serravalle                                                                | San Marino                                                                | 0 – 6                                                                     | Rep. Ceca                                                                 | Qual. Mondiali 2018                                                       | -                                                                         |                                                                           |
| 1-9-2017                                                                  | Serravalle                                                                | San Marino                                                                | 0 – 3                                                                     | Irlanda del Nord                                                          | Qual. Mondiali 2018                                                       | -                                                                         | 67’                                                                       |
| 8-10-2017                                                                 | Plzeň                                                                     | Rep. Ceca                                                                 | 5 – 0                                                                     | San Marino                                                                | Qual. Mondiali 2018                                                       | -                                                                         | 78’                                                                       |
| 12-10-2018                                                                | Chișinău                                                                  | Moldavia                                                                  | 2 – 0                                                                     | San Marino                                                                | UEFA Nations League 2018-2019 - 1º turno                                  | -                                                                         |                                                                           |
| 15-10-2018                                                                | Lussemburgo                                                               | Lussemburgo                                                               | 3 – 0                                                                     | San Marino                                                                | UEFA Nations League 2018-2019 - 1º turno                                  | -                                                                         |                                                                           |
| 15-11-2018                                                                | Serravalle                                                                | San Marino                                                                | 0 – 1                                                                     | Moldavia                                                                  | UEFA Nations League 2018-2019 - 1º turno                                  | -                                                                         |                                                                           |
| 18-11-2018                                                                | Serravalle                                                                | San Marino                                                                | 0 – 2                                                                     | Bielorussia                                                               | UEFA Nations League 2018-2019 - 1º turno                                  | -                                                                         |                                                                           |
| 8-6-2019                                                                  | Saransk                                                                   | Russia                                                                    | 9 – 0                                                                     | San Marino                                                                | Qual. Euro 2020                                                           | -                                                                         |                                                                           |
| 11-6-2019                                                                 | Astana                                                                    | Kazakistan                                                                | 4 – 0                                                                     | San Marino                                                                | Qual. Euro 2020                                                           | -                                                                         |                                                                           |
| 9-9-2019                                                                  | Serravalle                                                                | San Marino                                                                | 0 – 4                                                                     | Cipro                                                                     | Qual. Euro 2020                                                           | -                                                                         |                                                                           |
| 19-11-2019                                                                | Serravalle                                                                | San Marino                                                                | 0 – 5                                                                     | Russia                                                                    | Qual. Euro 2020                                                           | -                                                                         |                                                                           |
| Totale                                                                    |                                                                           | Presenze (9º posto)                                                       | 55                                                                        |                                                                           | Reti                                                                      | 0                                                                         |                                                                           |